# Жњин
Жњин (пољ. Żnin) град је у Пољској у Војводству кујавско-поморском. По подацима из 2012. године број становника у месту је био 14 281.

## Становништво
| 2012.  |
| ------ |
| 14 281 |

## Партнерски градови
- Метман
- Бирштонас